# Жерноклеев, Олег Станиславович
Жерноклеев Олег Станиславович (род. 4 апреля 1967) украинский историк, доктор исторических наук, профессор исследователь истории Австрийской империи Лауреат Премии имени Полека

## Биография
Родился в городе Львов. Вместе с родителями переехал в Ивано-Франковск, где закончил Прикарпатский университет в 1991 году. Вступил на аспирантуру.
В 1995 году защитил кандидатскую диссертацию на тему: Украинское социал-демократическое движение в Галиции XIX в начале ХХ-го века научный руководитель Карпенко Александр Ефимович
В 2007 году защитил докторскую диссертацию на тему: Национальные секции австрийской социал-демократии В Галиции и на Буковине (1890 — 1918 рр.) научный консультант Кугутяк Николай Васильевич
С 2006 года заведующий кафедрой всемирной истории института истории Прикарпатского университета